# Dia Mundial contra la Pena de Mort
El Dia Mundial contra la Pena de Mort és un dia internacional per a defensar l'abolició de la pena de mort i donar a conèixer les condicions i les circumstàncies que afecten els presos condemnats a mort. La jornada va ser organitzada per primera vegada per la Coalició Mundial contra la Pena de Mort el 10 d'octubre 2003.
La jornada compta amb el suport de nombroses ONG, activistes, col·legis de l'advocacia i governs mundials, com Amnistia Internacional, la Unió Europea i les Nacions Unides.
El 26 de setembre de 2007, el Consell d'Europa també va declarar el 10 d'octubre Dia Europeu contra la Pena de Mort. Aquesta diada es centra amb una qüestió relacionada amb la pena capital. El 2018, el tema va ser les condicions de vida al corredor de la mort. Anteriorment havien estat la pobresa, el terrorisme, els delictes de drogues i la salut mental.